# Општина Коцељева
Општина Коцељева је општина у Мачванском округу у западној Србији. По подацима из 2004. општина заузима површину од 257 km2 (од чега на пољопривредну површину отпада 18766 ha, а на шумску 5707 ha).
Центар општине је насеље Коцељева. Општина Коцељева се састоји од 17 насеља. По подацима из 2011. године у општини је живело 13129 становника. Према подацима пописа 2022. општина има 11.148 становника.
По подацима из 2004. природни прираштај је износио -6,6‰, а број запослених у општини износи 2235 људи. У општини се налази 16 основних и 1 средња школа.

## Насељена места
| - Баталаге, - Брдарица, - Бресница, - Галовић, - Голочело, - Градојевић, | - Доње Црниљево, - Драгиње, - Дружетић, - Зукве, - Каменица, - Коцељева, | - Љутице, - Мали Бошњак, - Свилеува, - Суботица и - Ћуковине |